# Potentille des rochers
Drymocallis rupestris
Espèce
La Potentille des rochers (Drymocallis rupestris) est une espèce de plantes à fleurs de la famille des Rosacées.

## Description
C'est une plante herbacée vivace.

## Distribution
Présente en France, essentiellement dans les régions montagneuses, Corse comprise.